# Surbiton Trophy 2022
Il Surbiton Trophy 2022 è stato un torneo di tennis professionistico maschile e femminile. È stata la 18ª edizione del torneo per le donne, facente parte della categoria W100 con un montepremi di 100 000 $. È stata invece la 17ª per gli uomini, parte della categoria Challenger 125 dell'ATP Challenger Tour 2022, con un montepremi di 134 920 €. Si è svolto dal 30 maggio al 5 giugno 2022 sui campi in erba del Surbiton Racket and Fitness Club di Surbiton nel Regno Unito.

## Partecipanti singolare maschile

### Teste di serie
| Nazionalità   | Giocatore          | Ranking* | Testa di serie |
| ------------- | ------------------ | -------- | -------------- |
| Regno Unito   | Andy Murray        | 67       | 1              |
| Francia       | Adrian Mannarino   | 69       | 2              |
| Corea del Sud | Kwon Soon-woo      | 71       | 3              |
| Australia     | James Duckworth    | 72       | 4              |
| Stati Uniti   | Brandon Nakashima  | 75       | 5              |
| Cile          | Alejandro Tabilo   | 80       | 6              |
| Stati Uniti   | Denis Kudla        | 81       | 7              |
| Australia     | Jordan Thompson    | 82       | 8              |
| Australia     | Thanasi Kokkinakis | 86       | 9              |

* Ranking al 23 maggio 2022.

### Altri partecipanti
I seguenti giocatori hanno ricevuto una wild card per il tabellone principale:
- Alastair Gray
- Paul Jubb
- Ryan Peniston

Il seguente giocatore è entrato in tabellone con il ranking protetto:
- Yūichi Sugita

I seguenti giocatori sono entrati in tabellone come alternate:
- Jay Clarke
- Michail Kukuškin

I seguenti giocatori sono passati dalle qualificazioni:
- Max Purcell
- Pierre-Hugues Herbert
- Billy Harris
- Otto Virtanen
- Gijs Brouwer
- Mark Whitehouse

I seguenti giocatori sono entrati in tabellone come lucky loser:
- Marius Copil
- Ramkumar Ramanathan

## Campioni

### Singolare maschile
Jordan Thompson ha sconfitto in finale  Denis Kudla con il punteggio di 7–5, 6–3.

### Doppio maschile
Julian Cash /  Henry Patten hanno sconfitto in finale  Oleksandr Nedovjesov /  Aisam-ul-Haq Qureshi con il punteggio di 4–6, 6–3, [11–9].

### Singolare femminile
Alison Van Uytvanck ha sconfitto in finale  Arina Rodionova con il punteggio di 7–6(3), 6–2.

### Doppio femminile
Ingrid Neel /  Rosalie van der Hoek hanno sconfitto in finale  Fernanda Contreras /  Catherine Harrison con il punteggio di 6–3, 6–3.